# هوکویام (واشینگتن)
هوکویام (به انگلیسی: Hoquiam) شهری در شهرستان گریز هاربر ایالت واشنگتن است که در سرشماری سال ۲۰۱۰ میلادی، ۸۷۲۶ نفر جمعیت داشته است.

## نگارخانه

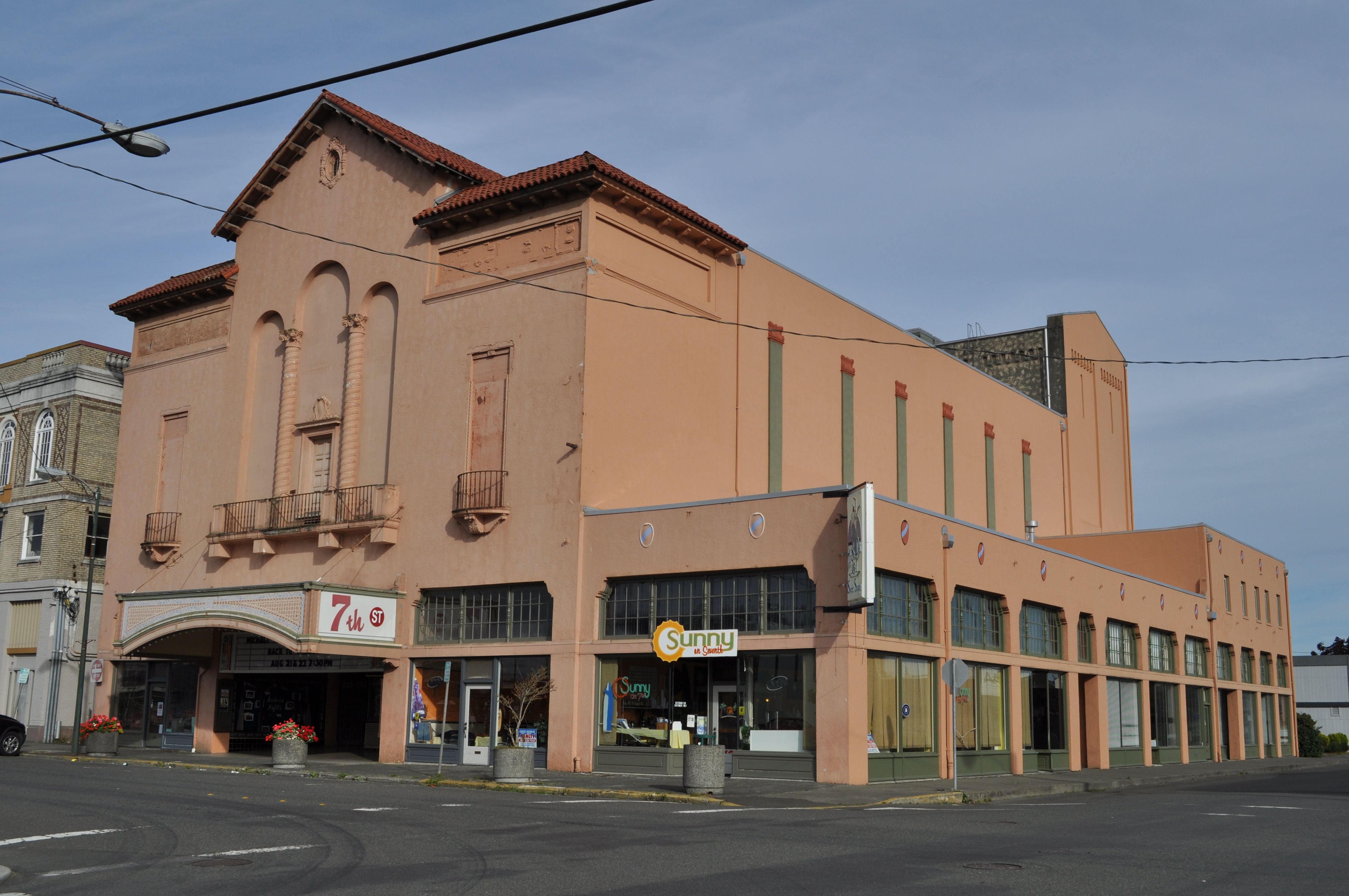
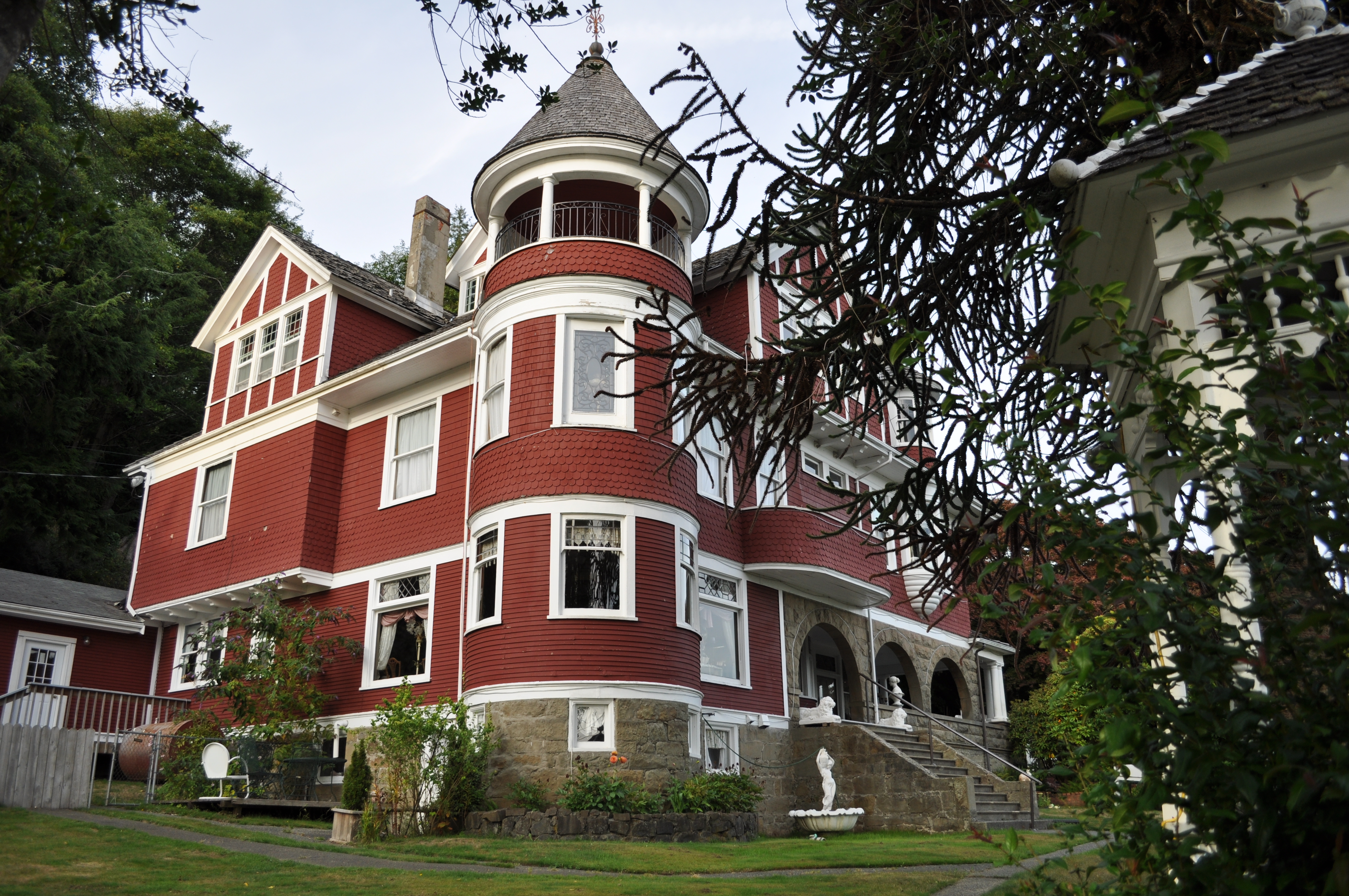